# Renegade Ops
Renegade Ops — видеоигра в жанре гонок на выживание с видом сверху, разработанная студией Avalanche Studios и выпущенная компанией Sega для платформ Microsoft Windows, PlayStation 3 и Xbox 360 в 2011 году.

## Синопсис
В качестве главного злодея игры выступает персонаж с именем Инферно. Он взорвал один из крупнейших городов мира, после чего спрятался в африканской республике. Лидеры государств начинают мирные переговоры с ним. Однако такое развитие событий совершенно не устраивает генерала Брайанта. Он собирает отряд своих лучших бойцов (игровых персонажей) и отправляет их прямиком в логово зверя.

## Геймплей
Игра представляет из себя гонки на выживание с видом сверху. Игрок должен разрушать вражеские базы, защищать мирных граждан и расправляться с вражескими офицерами. В игре имеются и побочные задания, которые можно выполнять по ходу миссий.
Кроме стандартного пулемёта и специальных способностей героям можно устанавливать на свои автомобили ещё одно дополнительное оружие с ограниченным боезапасом, например, огнемёт или ракеты.

### Герои и их способности
- Арман: способность — «Щит» (неуязвимость на короткое время);
- Диз: способность — «ЭМИ» (импульс, отключающий врагам на время оружие);
- Рокси: способность — «Авиаудар» (бомбардировка области вокруг);
- Гуннар: способность — «Тяжёлое орудие» (переключение на тяжёлый пулемёт с невозможностью движения)
- Блаземо: способность — «Испепелитель» (огненная буря вокруг игрока);
- Кристалл: способность — «Силовое поле» (защитный купол);
- Гордон Фримен: способность — «Муравьиные львы» (призыв роботов, атакующих врагов). Данный персонаж является протагонистом серии Half-Life и доступен лишь в версии для Windows[1].

## Разработка и выход
Игра была впервые анонсирована 30 марта 2011 года. В интервью с изданием Eurogamer, продюсер студии Андреас Торсен заявил, что идея создания игры возникла после выхода игры Just Cause 2, и что они были вдохновлены игрой Shadow Complex.
Она была выпущена 13 сентября 2011 года для PlayStation 3 и 14 сентября 2011 года для Xbox 360. Версия игры для Microsoft Windows была выпущена 26 октября 2011 года. Несмотря на то, что игру изначально задумывалось выпустить только в цифровом виде, физическая версия для ПК была издана компанией «СофтКлаб» эксклюзивно для российского рынка с переведённым текстом.

## Оценки
| Сводный рейтинг | Сводный рейтинг | Сводный рейтинг | Сводный рейтинг |
| Издание         | Оценка          | Оценка          | Оценка          |
| Издание         | PC              | PS3             | Xbox 360        |
| --------------- | --------------- | --------------- | --------------- |
| GameRankings    | N/A             | 79,71 %         | 80,91 %         |
| Metacritic      | 76/100          | 80/100          | 81/100          |

Игра получила положительные отзывы на всех платформах, согласно сайту Metacritic.
На 2011 год, игра была продана тиражом более 25 000 копий на Xbox Live Arcade. Летом 2018 года, благодаря уязвимости в защите Steam Web API, стало известно, что точное количество пользователей сервиса Steam, которые играли в игру хотя бы один раз, составляет 297 463 человека.